# Fundación Business Mundi
Fundación Business Mundi (también denominada abreviadamente "bMundi") es una fundación internacional, independiente y sin fines de lucro que fue oficialmente creada el 15 de enero de 2008 bajo los auspicios del Ministerio de Industria, Turismo y Comercio (MITYC) del Gobierno de España. La Fundación bMundi se dedica a la investigación y al desarrollo de la Nueva Economía. La Fundación bMundi se ha propuesto como tarea primordial a facilitar la implementación de un modelo económico más eficiente ante la posibilidad de la creación de un mercado más equitativo mediante el uso de las últimas herramientas tecnológicas que brindan la informática y la computación. La Fundación bMundi ha desarrollado y está evaluando e implementado "Programas de Tecnologías de Información y Comunicación para el Desarrollo" (TICpD), con la meta y la prioridad específica de reducir la pobreza a nivel global. Las Naciones Unidas, justamente con las mismas finalidades que tiene la Federación bMundi, ha incluido este tipo de programas dentro de su agenda para facilitar el desarrollo económico y social entre las naciones del mundo.
- Datos: Q5871121